# هافتوفتلویت
هافتوفتلویت (به آلمانی: Havetoftloit) یک منطقهٔ مسکونی در آلمان است که در Mittelangeln واقع شده‌است.
 هافتوفتلویت  ۹۴۳ نفر جمعیت دارد.